# Alegeri pentru Parlamentul European în Spania, 1999
Alegerile pentru Parlamentul European din 1999 în Spania au avut pe 13 iunie din acel an, simultan la municipale și regionale.
Reprezentația spaniolă a rămas la 64 de deputați. În conformitate cu prevederile legii organice 5/1985,de la 19 iunie, al Regimului Electoral General (articolul 214), există o singură circumscripție electorală, fără pragul electoral (procent minim de locuri să fie atribuite, în general, în limba spaniolă este de 3%).
S-au prezentat 36 de candidați.

## Rezultate
Cota a fost la 63.05%, la aproape patru puncte mai mult decât în alegerile din 1989. Din voturile exprimate au fost nule 0,79%. Din cele valabile, până la 1.69% au fost goale. Numărul de voturi pentru nominalizări a fost 20808681.
Dintre cele 36 de cereri depuse, doar opt au fost reprezentate. Lista cea mai votată a fost la fel ca cea anterioară Partidul Popular (PP), Partidul Socialist-Progresist fiind (coaliție între PSOE și Partidul Democrat al noii stângi) al doilea. PP-ul și-a menținut rezultatele sale, în timp ce PSOE a câștigat aproape cinci puncte în comparație cu alegerile anterioare. PP-ul a fost cel mai votat în toate regiunile spaniole, cu excepția cazului în Andaluzia, Asturias, Canarias, Catalonia, Extremadura și Țara Bascilor. Repetată în al treilea rând Stânga Unite, care, cu toate acestea, a pierdut jumătate din voturi, rezultat de rupere a alianței sale cu Iniciativa pe Catalunya și Esquerra Unida și excizia din New Left. Ruperea tendință de alegerile anterioare, a ridicat numărul de partide reprezentate, cinci-opt (care a fost noua incarnare  naționalist de stânga, Euskal Herritarrok, favorizat de încetare a focului ETA și emergente Europene Coaliției, compus în principal din CC și AP de a câștiga în Insulele Canare). Bipartisanshipul este accentuat din nou prin adăugarea PP și PSOE 75.07% din voturi, 70.91 în comparație cu alegerile precedente europene.
Rezultatele de candidați care au obținut mai mult de 1% din voturi au fost:
| ← Alegeri pentru Parlamentul European 1999 → |                        |           |       |        |     |
| Partid                                       | Partea de sus a listei | Voturi    | %     | Scaune | +/- |
| Partidul Populara                            | Loyola de Palacio      | 8.410.993 | 39,74 | 27     | -1b |
| PSOE-Progresivab                             | Rosa Daez              | 7.477.823 | 35,33 | 24     | +2  |
| Stânga Unite-Esquerra Unida i Alternativa    | Alonso Puerta          | 1.221.566 | 5,77  | 4      | -5  |
| Convergența si Unioc                         | Pere Esteve            | 937.687   | 4,43  | 3      | =   |
| Coaliția Europeana                           | Isidoro Sanchez        | 677.094   | 3,20  | 2      | +2  |
| Coaliția Naționalista - Europa Popoarelor    | Josu Ortuondo          | 613.968   | 2,90  | 2      | =   |
| Blocul Naționalist Galego                    | Camilo Nogueira        | 349.079   | 1,65  | 1      | +1  |
| Euskal Herritarrok                           | Koldo Gorostiaga       | 306.923   | 1,45  | 1      | +1  |
| Grupul verzilor - Stânga Popoarelor          | Antoni Gutiérrez Díaz  | 300.874   | 1,42  | 0      | 0   |

a Include Uniunea del Pueblo Navarro.

b Include Partidul Democrat al noii stângi.

c Include Bloc Nacionalista Valencia si Partidul Socialist de entități Mallorca-naționale.